# Newburg (Wisconsin)
Pour les articles homonymes, voir Newburg.
Newburg est un village des comtés d'Ozaukee et de Washington, dans l'État du Wisconsin, aux États-Unis. En 2020, il comptait une population de 1 142 habitants.